# Robert Praefcke

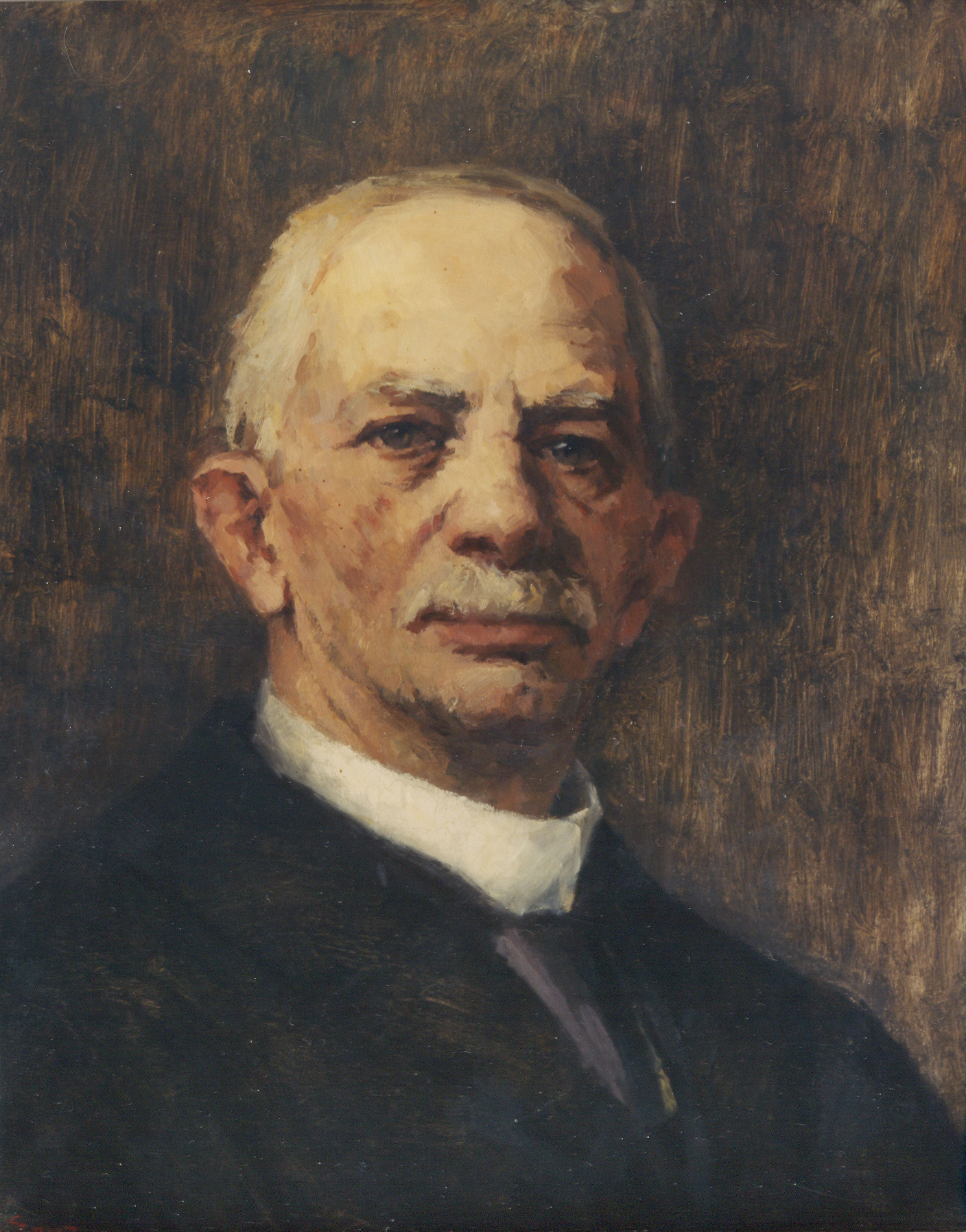
Robert Praefcke. Oelporträt von Anna Saur, Neubrandenburg, um 1905

Robert Johann Karl August Ludwig Praefcke, auch Praefke, Präfke oder Präfcke (* 13. Juni 1831 in Friedland (Mecklenburg); † 28. Dezember 1910 in Neubrandenburg) war ein deutscher Verwaltungsjurist und Direktor der  Mecklenburgischen Hagel- und Feuerversicherungs-Gesellschaft Neubrandenburg.

## Leben

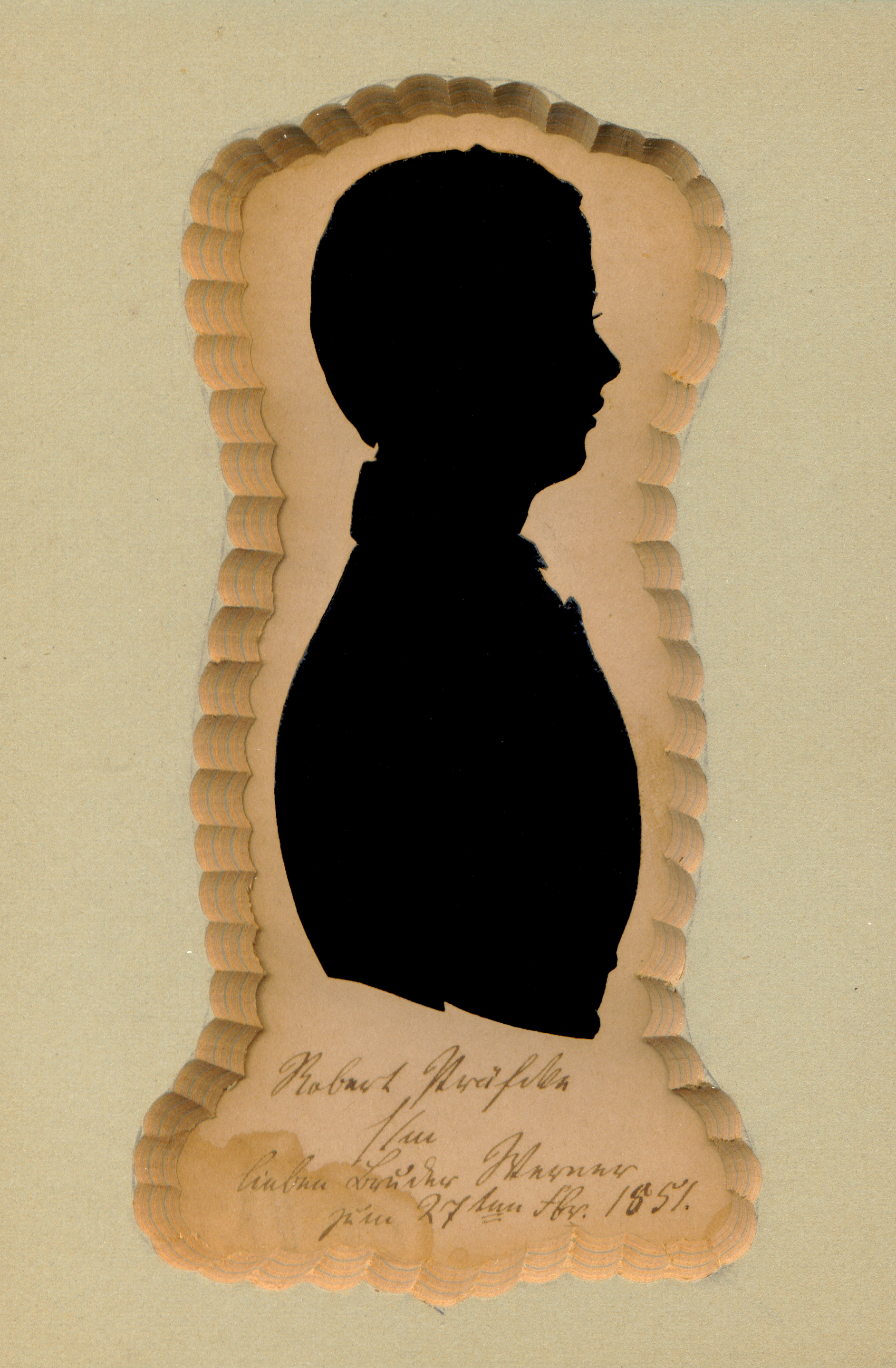
Robert Praefcke (Scherenschnittporträt von 1851)

Robert Praefcke war ein Sohn des Subrektors der Friedländer Gelehrtenschule und späteren Pastors von Weitin, (Johann) Carl (Martin) Praefcke (1805–1869) und dessen Ehefrau Charlotte, geb. Brauer (1806–1859), einer Handwerkertochter aus dem südwestlichen Mecklenburg-Strelitz. Praefcke wuchs unter 12 Geschwistern auf, von denen einige früh starben. Der Pädagoge und Pastor Victor Praefcke (1842–1931) war sein jüngerer Bruder.
Praefcke, der gemeinsam mit einem jüngeren Bruder Ostern 1850 am Gymnasium Friedland das Abitur bestanden hatte, studierte Rechtswissenschaften an den Universitäten Berlin, Heidelberg, und ab Oktober 1851 an der Universität Rostock.
Nach bestandenem Examen ließ er sich als Advokat in Neubrandenburg nieder. Hier wurde er 1862 Senator und 1863 Ratssyndikus. 1870/71 nahm er am Deutsch-Französischen Krieg teil. 1875 schied er aus dem Rat aus.
Im selben Jahr trat er in die Mecklenburgische Hagel- und Feuerversicherungs-Gesellschaft Neubrandenburg ein und war hier bis 1889 Stellvertreter des Vorstands und von 1889 bis 1909 ihr Direktor. Ab 1901 war er Mitglied im Beirat des neu geschaffenen Kaiserlichen Aufsichtsamts für Privatversicherung in Berlin. 1909 trat er in den Ruhestand.
Praefcke war Mitglied und zuletzt Ehrenvorsitzender des Patriotischen Kriegervereins Neubrandenburg. Von 1883 bis 1895 war er Mitglied des Vereins für mecklenburgische Geschichte und Altertumskunde.
Am 28. August 1863 heiratete Robert Praefcke in Neubrandenburg die Gastwirtstochter Wilhelmine [Elise] Lorentz (* 27. September 1839; † 31. Mai 1864), die jedoch nach wenigen Monaten kinderloser Ehe  starb. Am 24. Oktober 1865 heiratete er in zweiter Ehe in Neustrelitz Emilie Lorentz (* 13. Mai 1845 in Neustrelitz; † 19. Februar 1882 in Neubrandenburg), Tochter eines Kammersekretärs in der Neustrelitzer Amtsverwaltung. Nach deren Tod heiratet er in dritter Ehe im September 1883 in Neubrandenburg, eine Laura Stavenhagen (1842–1909). Alle fünf Kinder von Praefcke entstammten der zweiten Ehe, darunter die Söhne Carl Praefcke (1866–1928; schlug die Offizierslaufbahn ein, die er im Rang eines Generalmajors beendete) und Robert Praefcke (1868–1943; wurde Direktor der Höheren Mädchenschule in Neustrelitz). Robert Lorentz war sein Patensohn.

## Auszeichnungen
- 1897 Hofrat
- 1906 Geheimer Hofrat
- Preußisch Königlicher Kronenorden IV. Klasse mit Schwertern[5]
- Kriegsdenkmünze für die Feldzüge 1870–71 (Deutsches Reich)

## Schriften
- Die Mecklenburgische Hagel- und Feuerversicherungsgesellschaft zu Neubrandenburg: von ihrer Gründung am 2. März 1797 bis zum 2. März 1897. (Festschrift zum 100-jährigen Bestehen). Ahrendt, Neubrandenburg 1897.